# 이스라엘의 여자 가수 목록

## 가
- 엘리사 가바이
- 누리트 갈론
- 에프 라트 고슈
- 사라이 기바티
- 타마르 길라디

## 나
- 아히노암 니니

## 다
- 오나 다츠
- 다프나 데켈
- 마야 도니츠
- 메이탈 도한

## 라
- 달리아 라비
- 예후디트 라비츠
- 수키 라하프
- 샤론 레비
- 실로미트 레비

- 야스민 레비
- 리타

## 마
- 시리 마이몬
- 모한 마조흐
- 미리 메시카
- 아말 무르쿠스

## 바
- 제하바 벤
- 다나 베르게르
- 마야 부스킬라
- 힐라 브론스테인

## 사
- 말카 스피겔

## 아
- 야르데나 아라지
- 갈리 아타리
- 미라 아와드
- 미라 아와드
- 차바 알베르스타인
- 미리 알로니
- 에티 앙크리
- 다나 인터내셔널
- 다나 이브기
- 일라니트
- 아얄라 잉게이지셰트

## 자
- 리카 자라이

## 차
- 리아즈 차르치

## 카
- 로나 케난
- 아야 코렘
- 야엘 크라우스

## 타
- 노아 티슈비

## 파
- 메이 페인골드
- 율리아 펠드만
- 달리아 프리드란드

## 하
- 사리트 하다드
- 오프라 하자
- 네차마 헨델